# Hydrophis
Hydrophis es un género de serpientes de la familia Elapidae y subfamilia Hydrophiinae. Incluye 46 especies de serpientes marinas venenosas que se distribuyen principalmente por el este del océano Índico y el oeste del Pacífico.

## Especies
Se reconocen las siguientes especies según The Reptile Database:
- Hydrophis atriceps Günther, 1864
- Hydrophis belcheri (Gray, 1849)
- Hydrophis bituberculatus (Peters, 1872)
- Hydrophis brooki Günther, 1872
- Hydrophis caerulescens (Shaw, 1802)
- Hydrophis cantoris (Günther, 1864)
- Hydrophis coggeri Kharin, 1984
- Hydrophis curtus (Shaw, 1802)
- Hydrophis cyanocinctus (Daudin, 1803)
- Hydrophis czeblukovi Kharin, 1984
- Hydrophis donaldi Ukuwela, Sanders & Fry, 2012
- Hydrophis elegans (Gray, 1842)
- Hydrophis fasciatus (Schneider, 1799)
- Hydrophis gracilis (Shaw, 1802)
- Hydrophis hardwickii Gray, 1834
- Hydrophis hendersoni (Boulenger, 1903)
- Hydrophis inornatus Gray, 1849
- Hydrophis jerdonii Gray, 1849
- Hydrophis kingii (Boulenger, 1896)
- Hydrophis klossi Boulenger, 1912
- Hydrophis laboutei (Rasmussen & Ineich, 2000)
- Hydrophis lamberti (Smith, 1917)
- Hydrophis lapemoides (Gray, 1849)
- Hydrophis macdowelli Kharin, 1983
- Hydrophis major (Shaw, 1802)
- Hydrophis mamillaris (Daudin, 1803)
- Hydrophis melanocephalus (Gray, 1849)
- Hydrophis melanosoma Günther, 1864
- Hydrophis nigrocinctus (Daudin, 1803)
- Hydrophis obscurus Daudin, 1803
- Hydrophis ornatus (Gray, 1842)
- Hydrophis pachycercos Fischer, 1855
- Hydrophis pacificus (Boulenger, 1896)
- Hydrophis parviceps Smith, 1935
- Hydrophis peronii (Duméril, 1853)
- Hydrophis platurus (Linnaeus, 1766)

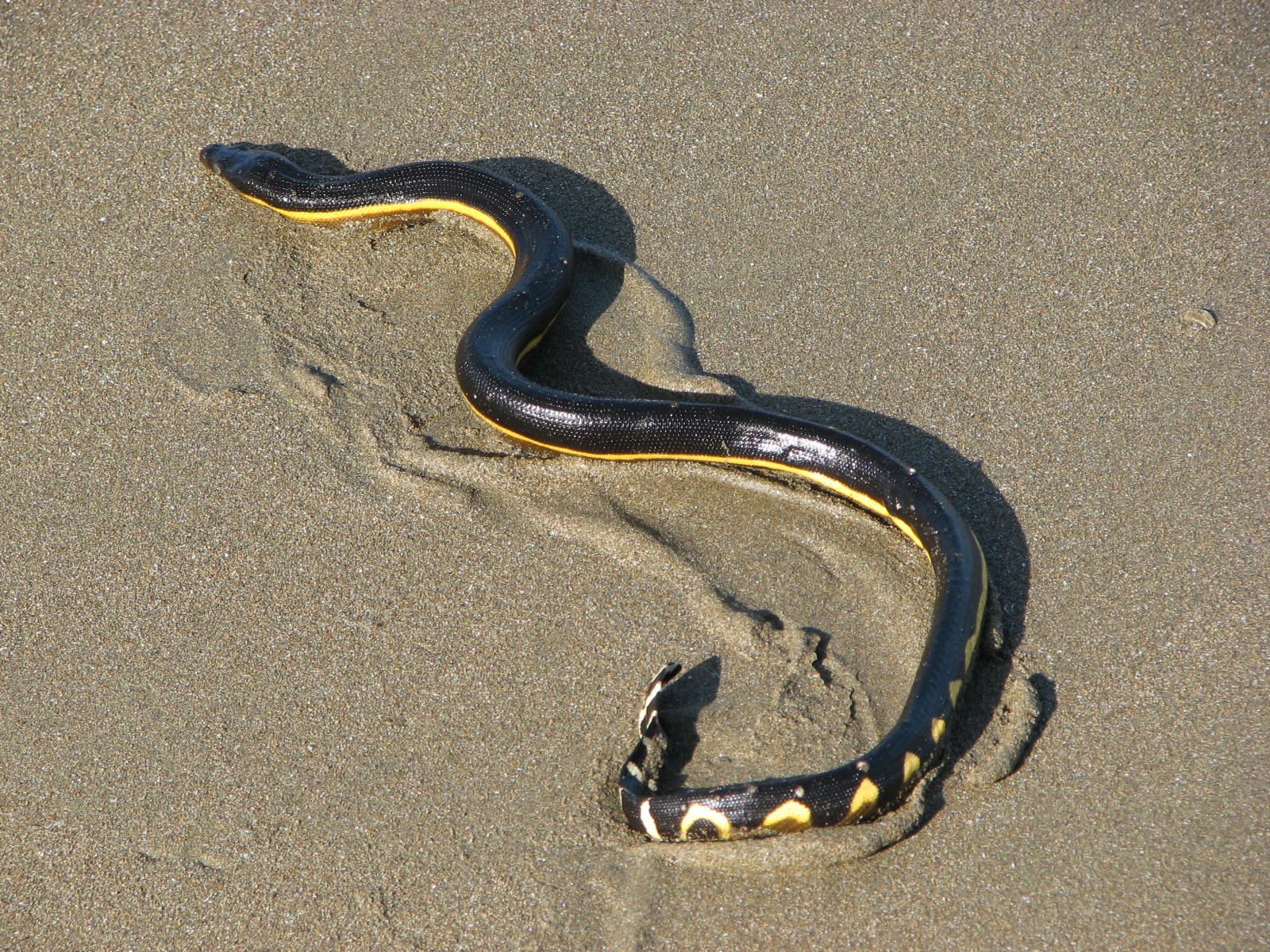
Hydrophis platurus

- Hydrophis schistosus (Daudin, 1803)
- Hydrophis semperi (Garman, 1881)
- Hydrophis sibauensis (Rasmussen, Auliya & Böhme, 2001)
- Hydrophis spiralis (Shaw, 1802)
- Hydrophis stokesii (Gray, 1846)
- Hydrophis stricticollis (Günther, 1864)
- Hydrophis torquatus (Günther, 1864)
- Hydrophis viperinus (Schmidt, 1852)
- Hydrophis vorisi Kharin, 1984
- Hydrophis zweifeli Kharin, 1985